# Draco volans
Draco volans, conosciuto anche con il nome volgare di drago volante comune, è una lucertola appartenente alla famiglia Agamidae, endemica del Sud-est asiatico. Come altre specie di Draco, D. volans è in grado di muoversi planando tramite un paio di membrane dette patagi. È la specie tipo del genere Draco.

## Descrizione
D. volans raggiunge la lunghezza di 22 cm, coda inclusa. Il corpo è di color tanno, screziato da macchie scure. Le costole sono allungate ed emergono dai lati del corpo, a sostegno di una coppia di patagi. I patagi del maschio vanno dal tanno all'arancione acceso e presentano bande scure, mentre quelli della femmina non presentano bande, bensì segni irregolari.

## Comportamento
D. volans è un animale diurno, che vive esclusivamente tra le fronde degli alberi, tra le quali si muove planando grazie ai suoi patagi.

## Dieta
D. volans si nutre di insetti, soprattutto formiche e, forse, termiti. Uno studio condotto nel Mindanao orientale, nelle Filippine, ha riscontrato che la dieta di questi rettili consiste esclusivamente di formiche.

## Distribuzione e Habitat
La specie è endemica delle foreste pluviali tropicali del sud-est asiatico, diffusa soprattutto in Indonesia, Malaysia occidentale, Thailandia, nelle Filippine, a Singapore e nel Vietnam.
In particolare, l'habitat di Draco volans è costituito dalle foreste secondarie, e dai confini delle foreste.

## Locomozione
Le "ali" di D. volans sono sostenute dalle sue costole, che formano lo scheletro dei patagi. Queste costole allungate sono sovrapposte tra di loro e non svolgono alcuna funzione nella respirazione
Non è in grado di volare attivamente, tuttavia riesce a sfruttare i patagi per planare di albero in albero.

## Corteggiamento
I colori brillanti dei patagi e della giogaia rivestono un ruolo fondamentale nel corteggiamento, durante il quale i maschi mettono in mostra queste parti del loro corpo per attirare la femmina.

## Riproduzione
Al momento della deposizione delle uova, la femmina scava un buco nel terreno, che verrà utilizzato come nido.